# Voorstaande hond
Onder voorstaande hond verstaan jagers een  jachthond die bij een bepaalde vorm van jacht op vogels ingezet kan worden.  

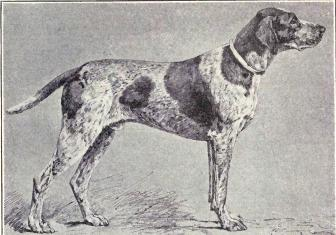
Braque d'Auvergne uit 1915

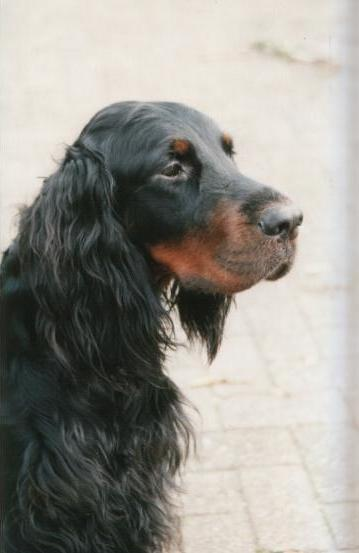
Kop van de Gordon setter

Dergelijke honden gaan, tegen de wind in lopend, op zoek naar vogels als fazanten of patrijzen. Als de hond het wild ruikt, besluipt hij voorzichtig de vogels en probeert er zo dicht mogelijk bij te komen. Eenmaal bij de vogels, verstrakt de hond en komt, in jagersjargon, ‘tot voorstaan’.  De vogels durven niet te bewegen, en de hond wacht tot de jager in  de buurt is gekomen. Vervolgens krijgt de hond het bevel het wild op te jagen, waarna de jager probeert de vogel te schieten.
Vele  tientallen rashonden worden tot de voorstaande honden gerekend in de officiële classificatie van de internationale kennelclub Fédération Cynologique Internationale (FCI). Men onderscheidt daarbij twee secties, de sectie ‘’Continentale voorstaande honden’’ en de sectie ‘’Britse en Ierse  pointers en setters‘’
Tot de sectie Continentale voorstaande honden rekent men bijvoorbeeld:
- Bracco italiano
- Braque d'Auvergne
- Braque Saint-Germain
- verschillende Duitse staande hondenrassen
- Poedelpointer
- rassen van het type spaniël, zoals  de Drentsche patrijshond,  de Epagneul Breton en de Stabij
- rassen van het type griffon, zoals de Cesky Fousek en de Griffon Korthals

Tot de sectie Britse en Ierse pointers en setters behoren de Engelse setter, Gordon setter, Ierse rode setter, Ierse rood-witte setter en de Pointer.	